# Ludwig Gruno von Hessen-Homburg

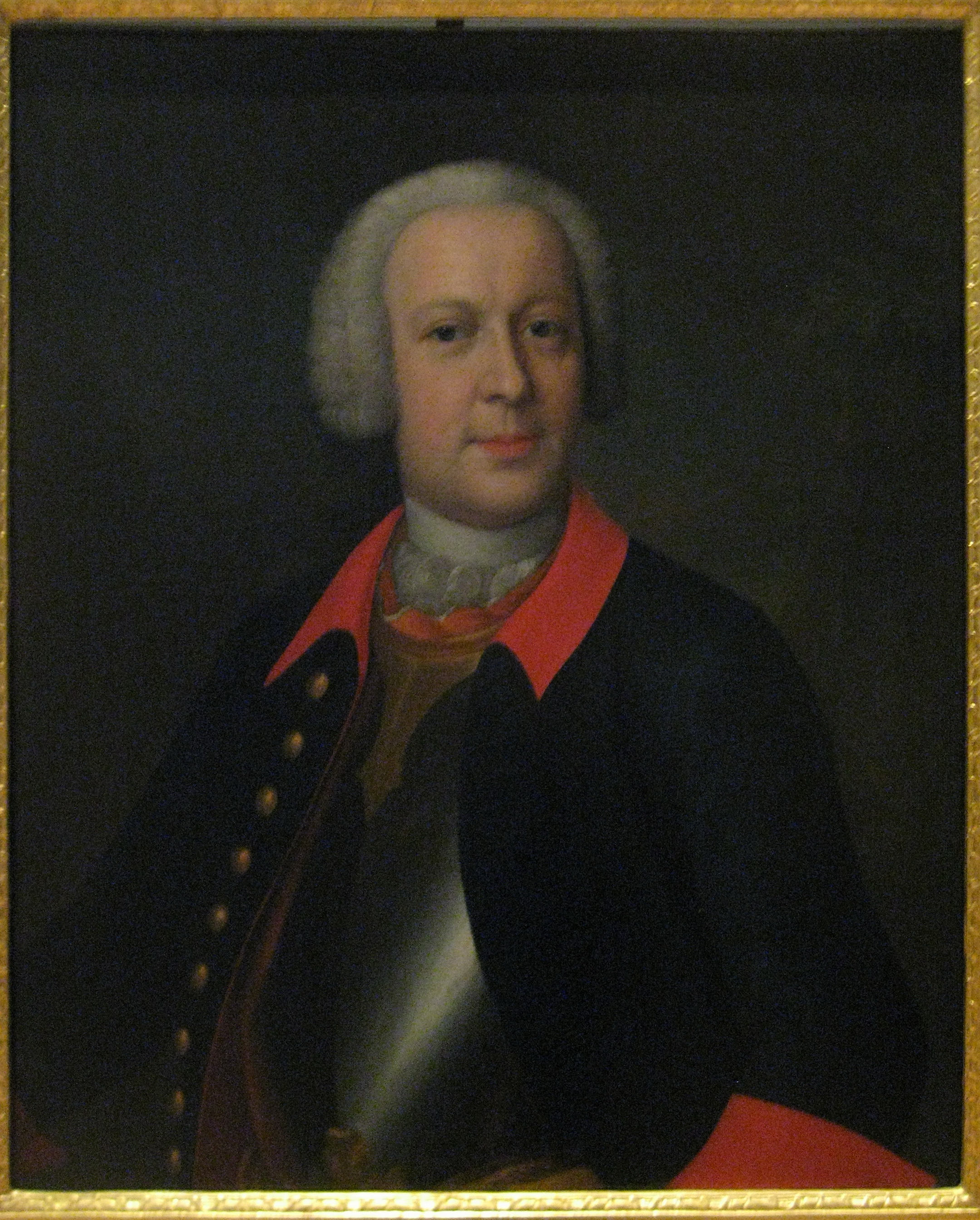
Ludwig Gruno von Hessen-Homburg

Ludwig Johann Wilhelm Gruno von Hessen-Homburg (* 15. Januar 1705 in Homburg; † 23. Oktober 1745 in Berlin) war Erbprinz von Hessen-Homburg und russischer Generalfeldmarschall.

## Leben
Ludwig Gruno war ein Sohn des Landgrafen Friedrich III. Jacob von Hessen-Homburg (1673–1746) aus dessen Ehe mit Elisabeth Dorothea (1676–1721), Tochter des Landgrafen Ludwig VI. von Hessen-Darmstadt. Den Namen Gruno erhielt er als Patenkind der Provinz Groningen, da Ludwig Grunos Vater in holländischen Diensten stand.
Ab 1722 studierte er an der Universität Gießen wurde aber schon ein Jahr später vom Vater nach Russland geschickt. Zum Oberst des Narva-Regiments ernannt, war er seit 1725 Generalmajor in Riga. Als Enkelsohn von Luise Elisabeth von Kurland, machte er sich Hoffnungen auf die Nachfolge in Kurland und nahm Kontakt zu seinem Cousin Ferdinand, letzten Herzogs von Kurland aus dem Haus Ketteler, auf. Ludwig Gruno stand ebenfalls in enger Verbindung zu Großfürstin Anna Iwanowna, die 1730 Zarin geworden, Ludwig Gruno nach Sankt Petersburg holte. Er wurde zum Generalleutnant und Befehlshaber aller Truppen in St. Petersburg befördert sowie zum Mitglied des Kriegskollegiums ernannt. Im Jahr 1728 beteiligte sich Ludwig Gruno am Bau der ersten reformierten Kirche in St. Petersburg.
1732 unternahm er im Kaukasus einen erfolgreichen Feldzug gegen die Krimtataren und wurde anschließend von der Zarin mit Ehrungen und Auszeichnungen überhäuft. Nach Operationen in Ostpolen 1734/1735, kämpfte er unter Oberbefehl Münnichs, mit dem er ständig in Rivalität stand, erneut gegen die Krimtataren und 1736/1737 gegen die Türken. Dabei errang er den Rang eines Generalfeldzeugmeisters und wurde Gouverneur von Astrachan und der persischen Provinzen.
Ludwig Gruno stand ebenfalls in der Gunst der Zarin Elisabeth. Sie ernannte ihn 1742 zum Generalfeldmarschall und übereignete ihm, neben einem Haus in Moskau, ausgedehnte Ländereien in Livland. Er starb während einer Reise zu einem Kuraufenthalt in Berlin ein Jahr vor seinem Vater und wurde in der Gruft des Bad Homburger Schlosses beigesetzt.
Ludwig Gruno heiratete am 3. Februar 1738 Anastasia (1700–1755), Tochter des Fürsten Iwan Jurjewitsch Trubezkoi und Witwe des Fürsten Dimitrie Cantemir. Die Ehe blieb kinderlos.